# Šmalkaldenska vojna
Šmalkaldenska vojna, vojna cesarja Karla V. ob podpori papeža Pavla III. in saškega vojvode Mavricija proti šmalkaldenski zvezi protestantskih knezov v letih 1546-47.
Čeprav je cesar v vojni zmagal, z njo ni dosegel zastavljenega cilja: odvzeti protestantskim državnim stanovom pravno osnovo za pravico do protestantizma in ponovno uveljaviti enotno katoliško veroizpoved v Svetem rimskem cesarstvu.

## Uvod
V vojaški šmalkaldenski zvezi so bili od leta 1531 združeni politični nasprotniki cesarja, ki so se opredelili za protestantizem in večjo samostojnost dežel v Svetem rimskem cesarstvu. Čeprav je bil cesar trdno prepričan, da mora ostati cesarstvo enotno in katoliško, se zaradi nenehnih vojn zunaj cesarstva 15 let ni mogel ukvarjati z domačimi zadevami. Leta 1546 pa mu je, po končani vojni v Italiji, sklenitev miru s Francozi to omogočila.

## Vojna
Vojno so na Švabskem začeli protestanti, ki so hoteli prehiteti cesarja, preden bi ta lahko pripeljal iz Italije svoje najemniške čete. Združena vojska nekaterih luteranskih cesarskih mest je okupirala katoliško mesto Füssen, posest augsburškega knezoškofa, in pregnala cesarsko vojsko na Bavarsko. Načrtovani prodor proti Tirolski pa ni dobil podpore knezov. Cesar je izobčil oba voditelja zveze, saškega volilnega kneza Ivana Friderika I. in hessenskega deželnega grofa Filipa I., in zveza  je začela razpadati.  Mavricij Saški je skupaj s Ferdinandom I., ki je bil tudi češki kralj, napadel Volilno Saško, in s tem prisilil Ivana Friderika I., da se je z vojsko vrnil iz južne Nemčije, osvobodil svojo ernestinsko Saško in napadel albertinsko Saško in Češko. Pred zimo je ostal konflikt nerazrešen.
Spomladi je prišel Karel V. s špansko najemniško vojsko (vojskovodja Fernando Álvarez de Toledo, vojvoda Alba) na pomoč bratu Ferdinandu na Češko. Nesporazum glede strategije med protestantskimi voditelji je pripomogel k porazu šmalkaldenske zveze v odločilni bitki pri Mühlbergu na Labi 25. aprila 1547; zajet je bil tudi saški volilni knez Ivan Friderik I. 19. junija se je v Halleju sam predal hessenski deželni grof Filip I. (upajoč na blago kazen) in cesar je dal zapreti tudi njega.

## Po vojni
Z glavnima voditeljema v zaporu, je cesar ustvaril politične razmere, ki so mu omogočile, da je ob koncu zasedanja državnega zbora v Augsburgu (1547-48) izdal t. i. augsburški interim, ki naj bil začasno, do občega koncila, urejal predvsem obredne cerkvene zadeve v cesarstvu. Obči cerkveni koncil naj bi dokončno rešil tudi dogmatska vprašanja in ponovno vključil protestante v katoliško cerkev.
A cesarjev načrt se ni izšel. Augsburški interim je povzročil revolt knezov, ki jih je Mavricij Saški ob podpori francoskega kralja Henrika II. ponovno popeljal v spopad s cesarjem. Položaj se je spet obrnil v prid protestantov.